# Фідель плоцька
Фідель плоцька або Фідель плоцка — польський струнний інструмент. Виготовляється з цільного шматка дерева, 
найчастіше берези або вільхи. Кількість струн, а також їх налаштування залишаються на розгляді — від трьох — де нижні кілочки виступали б як опори, до шести — у цьому випадку струни будуть налаштовуватися парами по дві (в унісон) або кожна з них мала індивідуальну функцію.
Ймовірно, походить із XVI ст. Оригінальний інструмент був знайдений у 1985 році під час археологічних досліджень у Старому місті (Плоцьк). Зараз ця копія знаходиться в Мазовецькому музеї в Плоцьку.